# Innocenty (Wasiecki)
Innocenty, imię świeckie Iwan Stiepanowicz Wasiecki (ur. 16 kwietnia 1977 w Piatigorsku) – rosyjski biskup prawosławny. 

## Życiorys
W 1994 wstąpił do seminarium duchownego w Stawropolu; ukończył je pięć lat później. W czasie nauki był hipodiakonem metropolity stawropolskiej i władykaukaskiego Gedeona. Ten sam hierarcha wyświęcił go na diakona 7 stycznia 1998 w soborze św. Andrzeja w Stawropolu. 25 stycznia tego samego roku Iwan Wasiecki złożył przed metropolitą Gedeonem wieczyste śluby mnisze, przyjmując imię Innocenty na cześć św. Innocentego z Alaski. Przez dwa lata służył w soborze św. Andrzeja, zaś od 2000 do 2001 w cerkwi św. Eliasza we Władykaukazie. 7 kwietnia 2001 przyjął święcenia kapłańskie, w czerwcu tego samego roku wrócił do służby w soborze w Stawropolu, jednak już we wrześniu tego roku został proboszczem parafii św. Michała Archanioła w Nowoaleksandrowsku. W latach 2001–2005 studiował zaocznie teologię na Kijowskiej Akademii Duchownej. Równocześnie od 1998 do 2000 i od 2001 do 2010 był wykładowcą seminarium duchownego w Stawropolu. 
W 2007 otrzymał godność ihumena. Od 2010 do 2011 był proboszczem parafii Wniebowstąpienia Pańskiego w Ałagirze. Od 2011 służył w eparchii czelabińskiej, w soborze św. Symeona w Czelabińsku. W 2012 został nominowany na biskupa magnitogorskiego i wierchnieuralskiego, pierwszego ordynariusza nowo powstałej eparchii. Jego chirotonia biskupia odbyła się 11 października 2012 w monasterze Opieki Matki Bożej w Chotkowie z udziałem konsekratorów: patriarchy moskiewskiego i całej Rusi Cyryla, metropolitów sarańskiego i mordowskiego Warsonofiusza, czelabińskiego i złatoustowskiego Teofana, biskupów piatigorskiego i czerkieskiego Teofilakta oraz sołniecznogorskiego Sergiusza.
W 2019 r. przeniesiony do eparchii kazańskiej jako jej wikariusz, z tytułem biskupa jełabuskiego. Trzy lata później przeniesiono go ponownie, do eparchii niżnonowogrodzkiej, z tytułem biskupa sormowskiego.